# Janov (kraj środkowoczeski)
Janov – miasteczko i gmina w Czechach, w powiecie Rakovník, w kraju środkowoczeskim. Według danych z dnia 1 stycznia 2021 liczyła 140 mieszkańców.